# ولفجانج بايبل
ليونارد فولفجانج بايبل (بالإنجليزية: Leonhard Wolfgang Bibel)‏ (من مواليد 1938) وهو عالم ألماني وأحد مؤسسي مجال البحث في مجال الذكاء الاصطناعي في ألمانيا. حتى عام 2004 كان رئيس مجموعة أبحاث الفكر في قسم علوم الكمبيوتر في جامعة دارمشتات للتكنولوجيا.

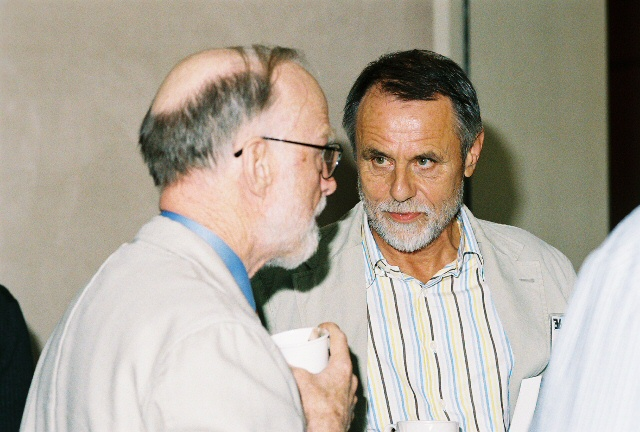
ليونارد فولفجانج بايبل (على اليمين) مع في عام 2006.

## عمله
ولد فولفجانج بايبل في نورنبرغ بألمانيا. تلقى تعليمه كعالم رياضيات ، وحصل على الدبلوم في الرياضيات في عام 1964 من جامعة لودفيغ ماكسيميليان في ميونخ ودكتوراه في المنطق الرياضي في عام 1968 ، وأيضا من جامعة لودفيج ماكسيميليان.

## التكريمات والجوائز
- جائزة جمعية لتقدم الذكاء الاصطناعي
- جائزة منظمة الذكاء الاصطناعي الأوروبي
- زميل مجتمع علوم الكمبيوتر ، 2006[2]
- الفائز بجائزة Herbrand
- الفائز بجائزة CADE

## وصلات خارجية
- Wolfgang Bibel home page
- Wolfgang Bibel at the مشروع إحصاء علماء الرياضيات